# Pignary
Ne doit pas être confondu avec Pignari Bana.
Pignary est une commune malienne, de l'arrondissement de Ouo, dans le cercle de Bandiagara et la région de Bandiagara.

## Population
En 2009, lors du 4e recensement, la commune comptait 16 063 habitants.

## Villages
La commune s'étend sur 20 localités relevées lors du recensement général de 2009. 
Les villages les plus peuplés sont :
- Bolimba Modiodio Dow (1 896 habitants)
- Baboye (1 747 habitants)
- Niogono (1 198 habitants)